# Projeto Super-Humanos
Projeto Super-Humanos (nome original (em inglês): Superhuman Showdown) é uma série de televisão estadunidense, estilo documentário, exibido pelo canal de tv a cabo Discovery Channel.
A série é dividida em cinco episódios com uma hora de duração cada. Sua produção é feita por meio da busca de pessoas, em todo o mundo, com habilidades extraordinárias, bem como por meio de explicações e investigações para descobrir como essas pessoas conseguem superar os limites do corpo humano. Um exemplo disso é o brasileiro Gabriel Barbar, de 19 anos, que consegue resolver três cubos mágicos simultaneamente e vendado em 7.78 segundos.

## Sinopse
"Acompanhe a busca global para encontrar e estudar pessoas incríveis com habilidades que vão muito além da natureza humana na nova série "Projeto Super-humanos".
Reunindo indivíduos notáveis de todo o planeta em seu avançado laboratório, os Drs. Heather Berlin, Rahul Jandial e Greg Whyte, cientistas de renome internacional, analisam a estrutura física e mental de cada prodígio para determinar a origem de suas habilidades sobre- humanas. Classificando suas façanhas segundo características como velocidade, força, resistência, inteligência ou perícia, cada episódio apresenta cinco competidores que testam seus limites em uma série de rigorosos testes científicos. Em seguida, os cientistas escolherão os dois indívíduos mais impressionantes para o combate final. De saltadores que desafiam a gravidade a velocistas, matemáticos e contorcionistas incríveis, quem será declarado o melhor super-humano?"

## Ver Também
- Os Super Humanos de Stan Lee
- Super-humanos: América Latina
- Os Super-humanos